# Chuyến bay El Al 1862
Chuyến bay 1862 của El Al, (hay còn gọi là Thảm họa Bijlmermeer) là tên của thảm họa hàng không diễn ra vào tối Chủ nhật, ngày 4 tháng 10 năm 1992. Chuyến bay 1862 của hãng hàng không quốc gia Israel El Al Israel Airlines được khai thác bằng 1 chiếc Boeing 747 chở hàng, đã rơi vào các căn hộ Groeneveen và Klein Kruitberg ở Amsterdam Bijlmermeer. Vụ va chạm đã làm ít nhất 204 người thiệt mạng, bao gồm 3 phi hành đoàn và một hành khách trên máy bay.

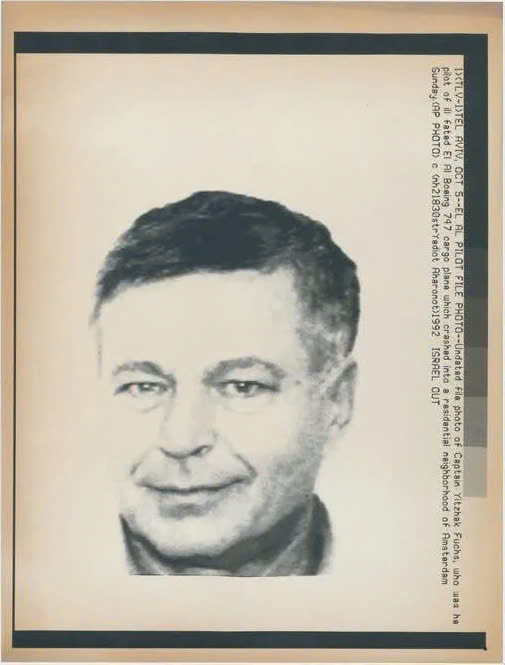
Cơ trưởng Yitzhak Fuchs

 Một cuộc điều tra chi tiết hơn cho thấy rằng các phụ kiện cột trụ giữa, gắn cột tháp vào phần dưới của trục phía trước cánh, đã không thành công.

## Máy bay
Máy bay Boeing 747-258F (số đăng ký 4X-AXG, nhà máy 21737, sê-ri 362) được sản xuất vào năm 1979 (chuyến bay đầu tiên diễn ra vào ngày 7 tháng 3). Ngày 19 tháng 3 cùng năm đã được bàn giao cho hãng hàng không El Al. Máy bay được trang bị bốn động cơ phản lực đôi Pratt & Whitney JT9D-7J. Vào ngày xảy ra vụ tai nạn, nó đã thực hiện được 10.107 chu kỳ cất cánh và bay được 45.746 giờ.

## Hành khách và phi hành đoàn
- Cơ trưởng là ông Yitzhak Fuchs, 59 tuổi. Ông có kinh nghiệm 25000 giờ bay ( với 9500 giờ trên B747 ), là một phi công dày dặn kinh nghiệm với 28 năm làm việc cho Israel Airlines và 10 năm lái máy bay ném bom hạng nặng cho không quân Israel.
- Cơ phó là anh Arnon Ohad, 34 tuổi. Anh có kinh nghiệm 4288 giờ bay ( với 612 giờ trên B747 ), là 1 phi công tương đối mới và ít kinh nghiệm bay nhất trong phi hành đoàn. Anh vừa mới chuyển từ chở khách sang chở hàng tại Israel Airlines.
- Kĩ sư máy bay là ông Gedalya Sofer, 61 tuổi. Ông có kinh nghiệm 26000 giờ bay.
- Chuyến bay mang theo 4 người, trong đó có 3 phi công và cô Anat Solomon, 23 tuổi, cũng là 1 nhân viên của Israel Airlines. Cô xin phép được bay chuyến bay với tư cách là hành khách, về Israel để kết hôn.

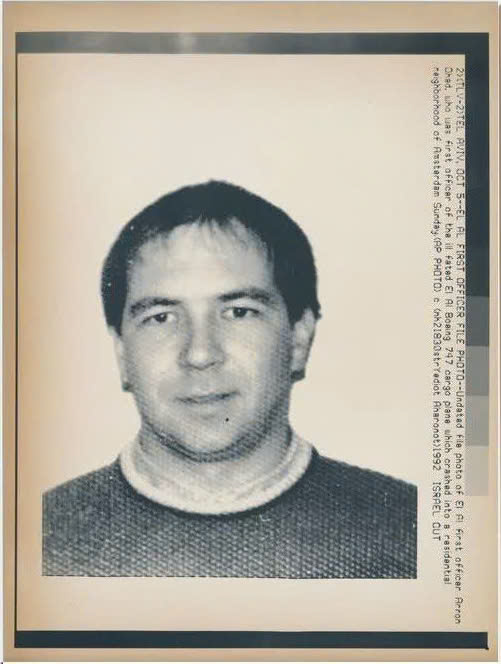
Cơ phó Arnon Ohad

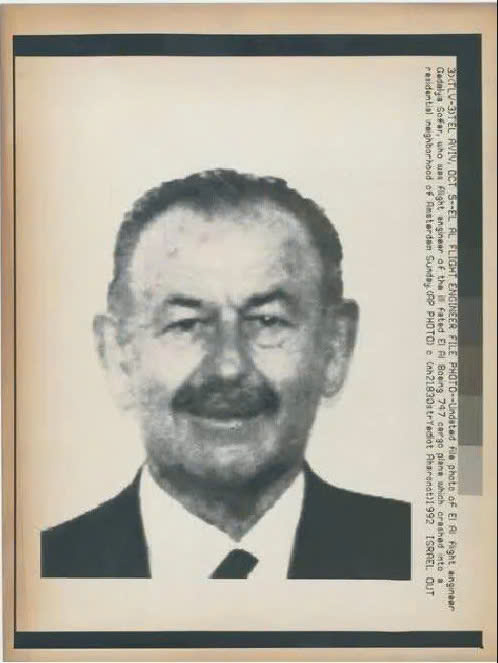
Kĩ sư máy bay Gedalya Sofer